# Swiss Juniors 2014
Das Swiss Juniors 2014 als bedeutendstes internationales Nachwuchsturnier der Schweiz im Badminton fand vom 24. bis zum 28. September 2014 in der St. Jakobshalle Basel statt.

## Sieger und Platzierte der Junioren U19
| Disziplin    | Gold                             | Silber                    | Bronze                              |
| ------------ | -------------------------------- | ------------------------- | ----------------------------------- |
| Herreneinzel | Lakshya Sen                      | B. M. Rahul Bharadwaj     | Sahil Sipani                        |
| Herreneinzel | Lakshya Sen                      | B. M. Rahul Bharadwaj     | Alexandre Hammer                    |
| Dameneinzel  | Jessica Hopton                   | Joanna Chaube             | Ronja Stern                         |
| Dameneinzel  | Jessica Hopton                   | Joanna Chaube             | Simone von Rotz                     |
| Herrendoppel | M. R. Arjun Chirag Shetty        | Ben Lane Sean Vendy       | Bjarne Geiss Daniel Seifert         |
| Herrendoppel | M. R. Arjun Chirag Shetty        | Ben Lane Sean Vendy       | Gregor Dunikowski Toma Junior Popov |
| Damendoppel  | Jessica Hopton Lydia Jane Powell | Ira Banerjee Jessica Pugh | Joanna Chaube Verlaine Faulmann     |
| Damendoppel  | Jessica Hopton Lydia Jane Powell | Ira Banerjee Jessica Pugh | Ronja Stern Simone von Rotz         |
| Mixed        | Ronan Guéguin Verlaine Faulmann  | Ben Lane Jessica Pugh     | Alexandre Hammer Joanna Chaube      |
| Mixed        | Ronan Guéguin Verlaine Faulmann  | Ben Lane Jessica Pugh     | M. R. Arjun Kuhoo Garg              |